# Księstwo pomorskie
Księstwo pomorskie, również Księstwo Zachodniopomorskie (łac. Ducatus Pomeraniae, niem. Herzogtum Pommern) – historyczne państwo na wybrzeżu Bałtyku. Władzę w nim sprawowali książęta pomorscy z dynastii Gryfitów. Okresowo lenno polskie, duńskie, a następnie księstwo Świętego Cesarstwa Rzymskiego. We wczesnym średniowieczu językiem używanym na tych ziemiach był język pomorski. Od późnego średniowiecza na Pomorzu Zachodnim przeważał język niemiecki, choć język pomorski (kaszubski) zachował się częściowo na Pomorzu Słupskim do czasów współczesnych. Zazwyczaj przez „księstwo pomorskie” rozumie się księstwa Gryfitów obejmujące Pomorze Zachodnie, choć istniały też księstwa na Pomorzu Wschodnim.

## Geografia
- Powierzchnia: ok. 30 000 km²[1]
- Największe jezioro: Łebsko[4]
- Największa wyspa: Rugia[5]
- Najwyższy punkt: Siemierzycka Góra[1] – 256,5 m n.p.m.

## Historia

### Pomorzanie do XII w.
Nie wiadomo, czy przed XII w. na terenie Pomorza Zachodniego istniało jednolite państwo, chociaż kroniki wspominają książąt. Wymieniany jest gród Wineta jako duży ośrodek handlowy istniejący do XI wieku. W końcu X wieku Pomorze Zachodnie na wschód od Odry należało przejściowo do państwa Polan po podboju dokonanym przez Mieszka I. W roku 1000 Bolesław I Chrobry ustanowił biskupstwo w Kołobrzegu, ale przetrwało ono tylko 7 lat. Według kroniki Galla Anonima panowanie nad Pomorzem stracił król Bolesław II Szczodry. Jednak według innych źródeł panowanie Polan na tym terenie zakończyło się już około 1018 roku. W 1046 cesarz rozstrzygał spór polsko-czesko-pomorski, w którym po raz pierwszy wzmiankowany jest książę pomorski – Siemyśl i występujący jako władca mu równoważny – książę polski – Kazimierz Odnowiciel. Od 1185 roku księstwo pomorskie pozostawało pod dominacją duńską.

### Od powstania księstw pomorskich do XVII wieku
Dzielnica senioralna (wschodnia Wielkopolska, zachodnie Kujawy, ziemia wieluńska, Małopolska)
     Dzielnica Władysława II (księstwo śląskie)
     Dzielnica Bolesława IV (księstwo mazowieckie obejmujące Mazowsze, wschodnie Kujawy)
     Dzielnica Mieszka III (księstwo wielkopolskie obejmujące zachodnią Wielkopolskę)
     Dzielnica Henryka (księstwo sandomierskie)
     Oprawa wdowia Salomei (prowincja / księstwo łęczyckie obejmujące ziemię łęczycką, ziemię sieradzką i trzy kasztelanie zapilickie / nadpilickie)
     Lenno Polski pod kontrolą princepsa (księstwo pomorskie)

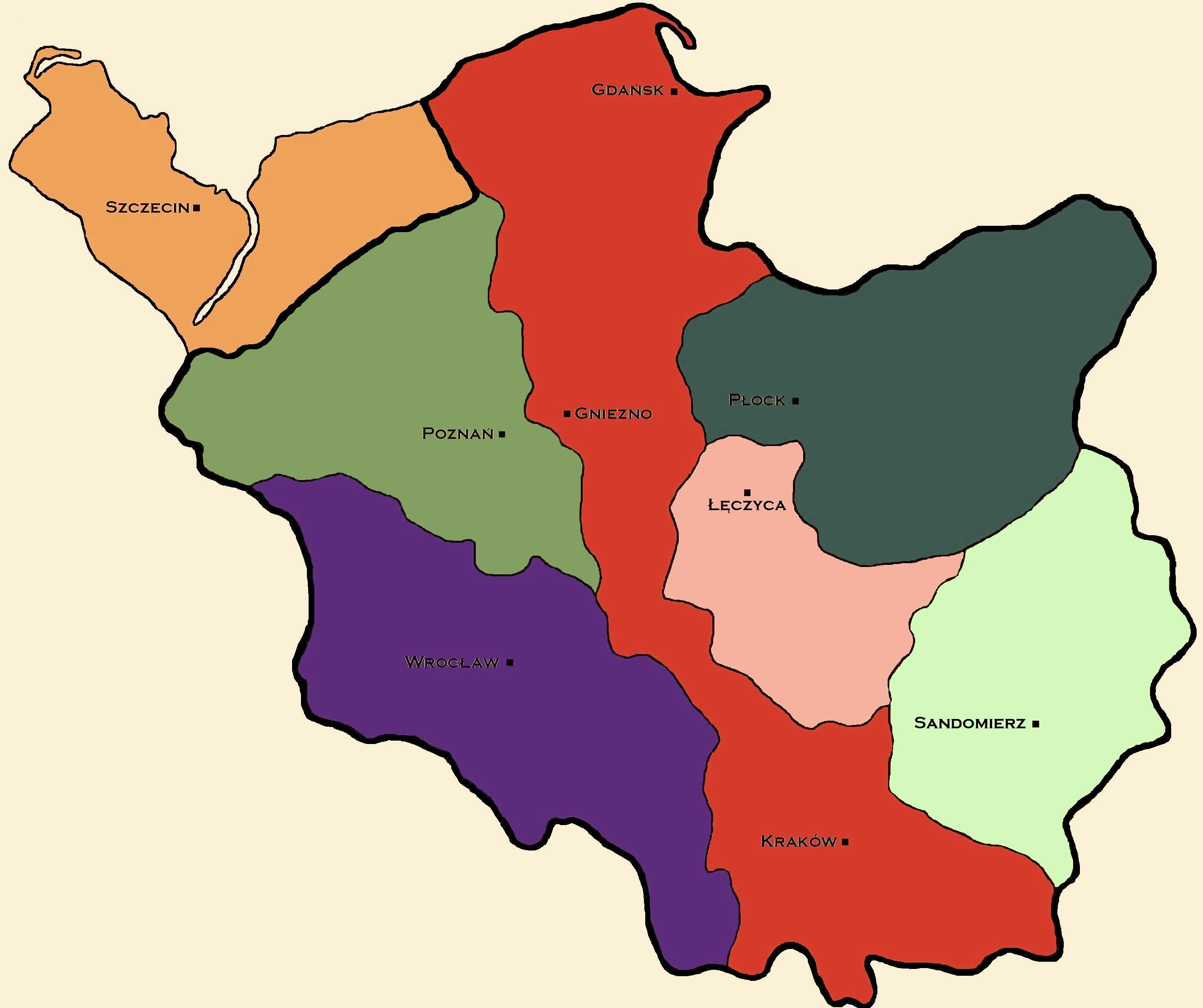
Podział ziem Polski na dzielnice w 1138 (na podstawie Ustawy Sukcesyjnej Bolesława Krzywoustego):
Dzielnica senioralna (wschodnia Wielkopolska, zachodnie Kujawy, ziemia wieluńska, Małopolska)
Dzielnica Władysława II (księstwo śląskie)
Dzielnica Bolesława IV (księstwo mazowieckie obejmujące Mazowsze, wschodnie Kujawy)
Dzielnica Mieszka III (księstwo wielkopolskie obejmujące zachodnią Wielkopolskę)
Dzielnica Henryka (księstwo sandomierskie)
Oprawa wdowia Salomei (prowincja / księstwo łęczyckie obejmujące ziemię łęczycką, ziemię sieradzką i trzy kasztelanie zapilickie / nadpilickie)
Lenno Polski pod kontrolą princepsa (księstwo pomorskie)

W wyniku trzech kampanii wojskowych w 1116, 1119 i 1121 całe Pomorze zostało ponownie opanowane i podporządkowane przez polskiego księcia Bolesława Krzywoustego i podzielone na cztery części: Pomorze Gdańskie z Gdańskiem znalazło się pod bezpośrednią kontrolą Polski, w której książę Bolesław ustanowił swojego namiestnika; księstwo słupskie ze Słupskiem i Sławnem stało się polskim lennem rządzonym przez księcia Racibora, a Pomorze Zachodnie z Kamieniem, Kołobrzegiem i Białogardem – polskim lennem rządzonym przez księcia Warcisława. To właśnie w tym czasie księstwo pomorskie było najbardziej związane z Polską.
Warcisław I, książę Pomorza Zachodniego został protoplastą dynastii Gryfitów rządzących księstwem do roku 1637.
Bolesław Krzywousty wysłał na Pomorze misję chrystianizacyjną licząc na włączenie tych terenów pod oddziaływanie Polski. Wbrew jego oczekiwaniom na Pomorze wraz z biskupem Ottonem z Bamberg zaczęła napływać ludność niemiecka: księża, zakonnicy, a wraz z nimi handlarze i w końcu koloniści. Zaczęli oni zajmować najważniejsze stanowiska kościelne i funkcje państwowe.
Książętom udało się zebrać różne terytoria po obu stronach rzeki Odry i dlatego w różnych okresach byli wasalami Polski, Saksonii, Danii, Brandenburgii, od XIII w. niezależnymi książętami Świętego Cesarstwa Rzymskiego (jako tacy mogli uczestniczyć w Sejmie Rzeszy). Podlegająca władzy książąt pomorskich ziemia bytowsko-lęborska leżała poza granicami Cesarstwa, stanowiła natomiast lenno polskie.
Księstwo było okresowo podzielone na dzielnice ze stolicami w Kamieniu, Bardzie (Barth), Darłowie, Dyminie (Demmin), Wołogoszczy (Wolgast). Od XIV w. ustalił się podział na księstwo szczecińskie i księstwo słupsko-wołogoskie. Okresowo niezależne było też margrabstwo Nowogardu.

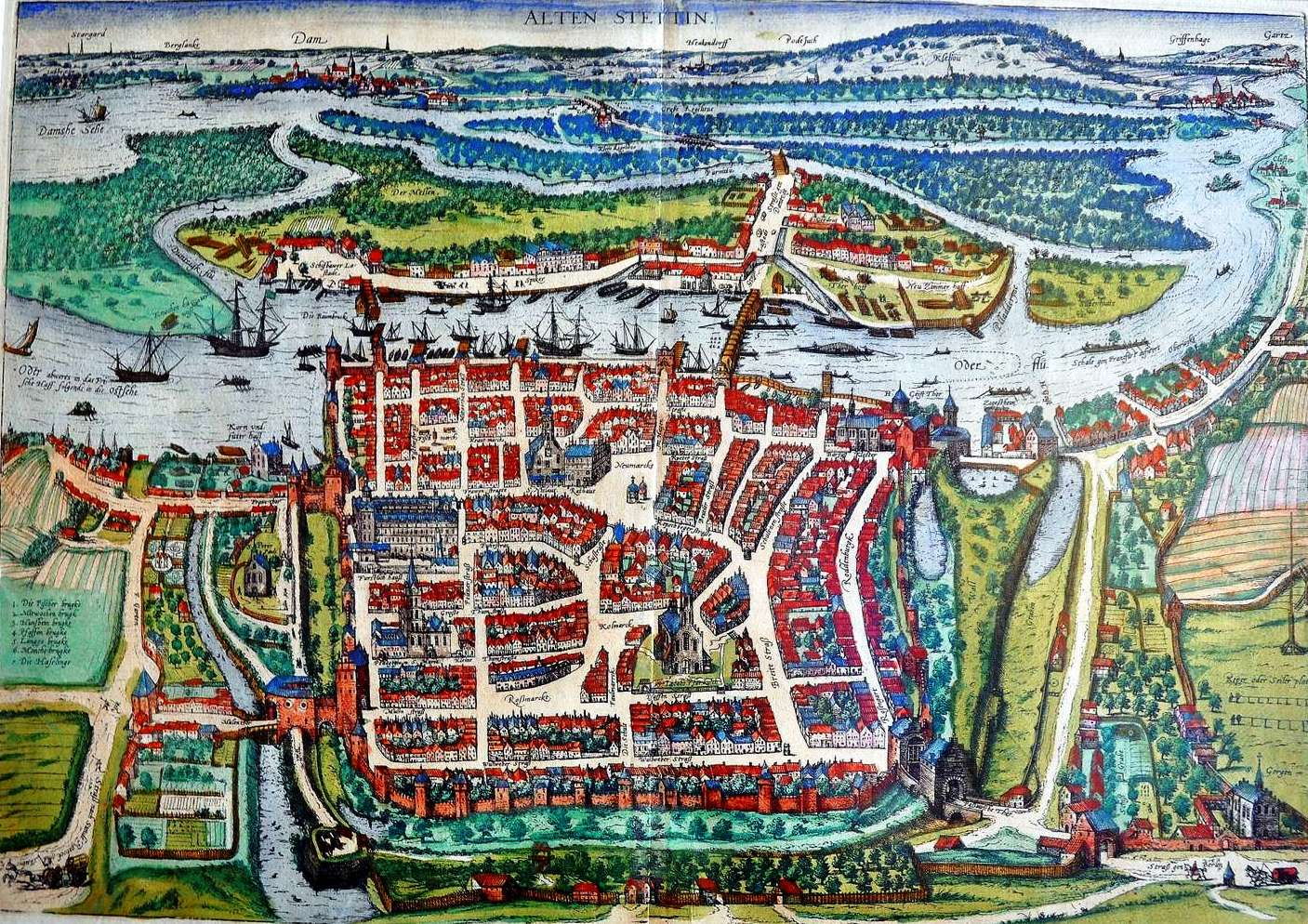
Szczecin w XVI w. (miedzioryt z 1630)

Potomkowie Racibora I rządzili księstwem słupsko-sławieńskim aż do roku 1238. Potem region ten stał się terenem rywalizacji książąt Pomorza Zachodniego, Wschodniego, Rugii i Brandenburgii.
W 1348 Barnim III Wielki został uznany za bezpośredniego lennika cesarza.
W 1456 (za panowania Warcisława IX) powstał Uniwersytet w Greifswaldzie – pierwszy uniwersytet w księstwie, najstarszy uniwersytet na całym Pomorzu i jeden z najstarszych w krajach nadbałtyckich i w Europie Środkowej.
Wyspa Rugia (Rana) została podbita przez Duńczyków w roku 1168, a książę Jaromir I dał początek dynastii książąt rugijskich rządzących księstwem jako wasale królów duńskich do roku 1325. Potem księstwo rugijskie przypadło dynastii Gryfitów. Formalnie zostało włączone do księstwa pomorskiego w 1478.
Po reformie Rzeszy księstwo pomorskie weszło początkowo w skład okręgu saskiego, a następnie – górnosaskiego.
W 1248 oddzielnym księstwem Rzeszy zostało biskupstwo kamieńskie z siedzibą w Kołobrzegu. W latach 1570–1637 było w rękach książąt pomorskich. Istniało formalnie do 1650 roku.

### Podziały księstwa

Dziewięciopolowa tarcza herbowa księstwa pomorskiego za czasów Bogusława X Wielkiego

Księstwo uległo licznym podziałom. Zjednoczone było do 1160 i w latach 1264–1295, 1478–1531, 1625–1637. Dzielnicowe księstwa to:
- Księstwo dymińskie (1160–1264)
- Księstwo szczecińskie (1160–1264, 1295–1523, 1532–1625)
- Księstwo słupskie (ok. 1210/1368–1478)
- Księstwo sławieńskie (1190–1238)
- Księstwo wołogoskie (1295–1478)
- Księstwo szczecineckie (1368–1390)
- Księstwo bardowskie (1376–1478, 1569–1625)
- Księstwo stargardzkie (1377–1478)
- Księstwo darłowskie (1569–1625)
- Księstwo wołogosko-słupskie (1532–1625)

## Sejm
Co najmniej od XIV wieku na Pomorzu zwoływano sejm stanowy (Landtag), którego kompetencje zmieniały się z upływem czasu. Składał się on z czterech tzw. kurii: duchowieństwa, szlachty, miast i księcia jako jednej z kurii. Każda z kurii obradowała oddzielnie, a do podjęcia uchwały wymagana była zgoda każdej z nich. Książę mógł wyrazić swój sprzeciw wobec uchwały poprzez replikę, na którą stany odpowiadały dupliką, po której mogła nastąpić książęca tryplika. Ze względu na podziały księstwa, obok sejmu powszechnego (Gemeine Landtag) funkcjonowały także sejmy dzielnicowe.

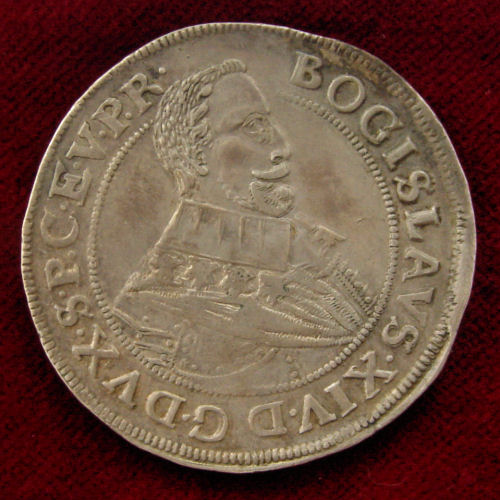
Talar z wizerunkiem Bogusława XIV ze zbiorów Zamku Książąt Pomorskich w Darłowie

## Upadek księstwa
Ostatni męski przedstawiciel Gryfitów – książę Bogusław XIV zmarł w 1637 roku. W okresie jego rządów państwo narażone było na skutki wojny trzydziestoletniej – było okupowane przez cesarskie wojska Wallensteina, a następnie znalazło się pod protektoratem Szwecji. Państwo ostatecznie upadło w wyniku pokoju westfalskiego z 1648 (do udziału w negocjacjach zostali dopuszczeni również pomorscy dyplomaci), który podzielił je na dwie strefy: zachodnią – szwedzką (ze Szczecinem) oraz wschodnią – brandenburską (ze Słupskiem).
Ostatnią przedstawicielką dynastii Gryfitów była księżna słupska Anna de Croÿ, córka Bogusława XIII. Zmarła w 1660 r.

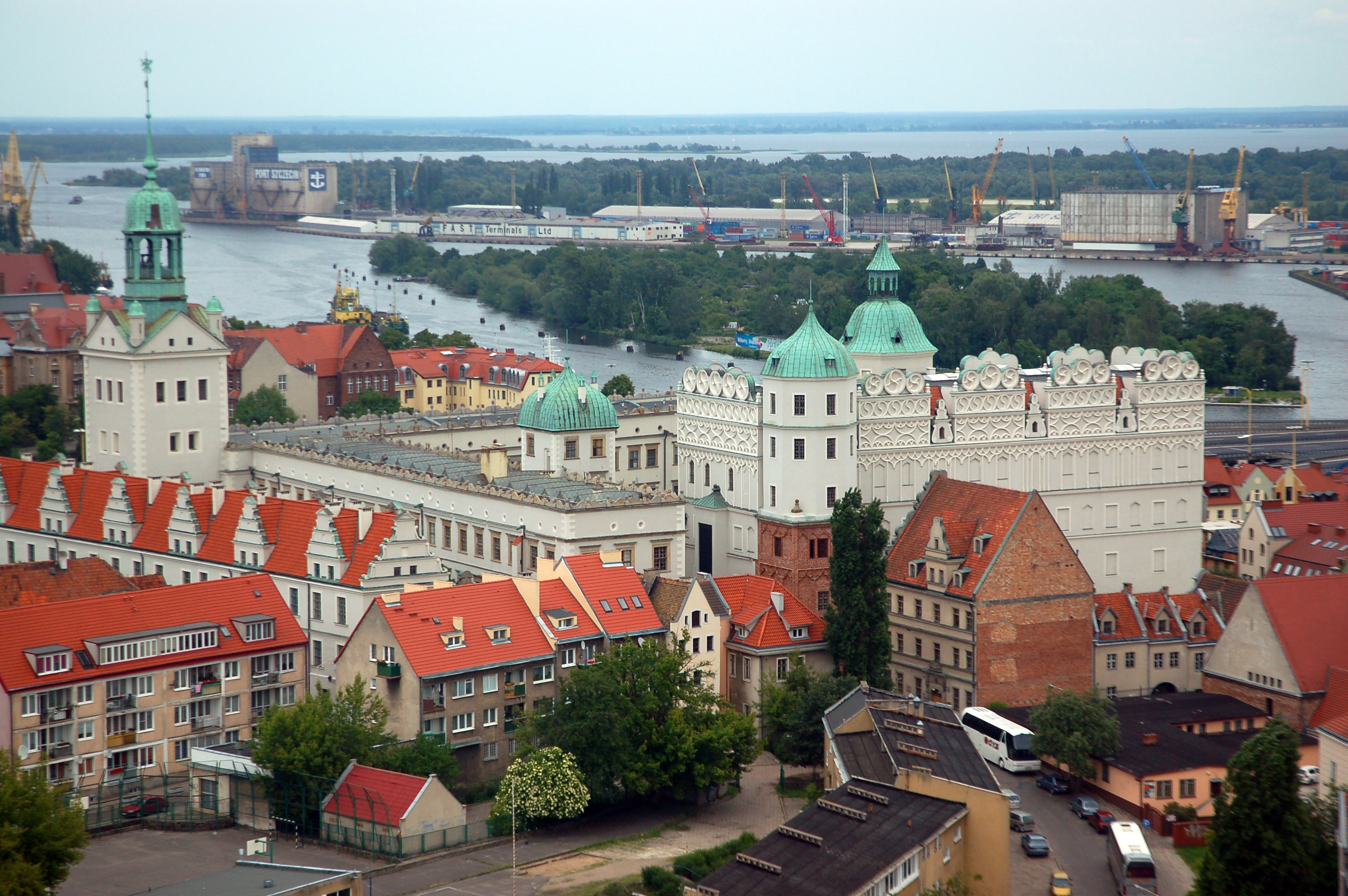
Zamek Książąt Pomorskich w Szczecinie
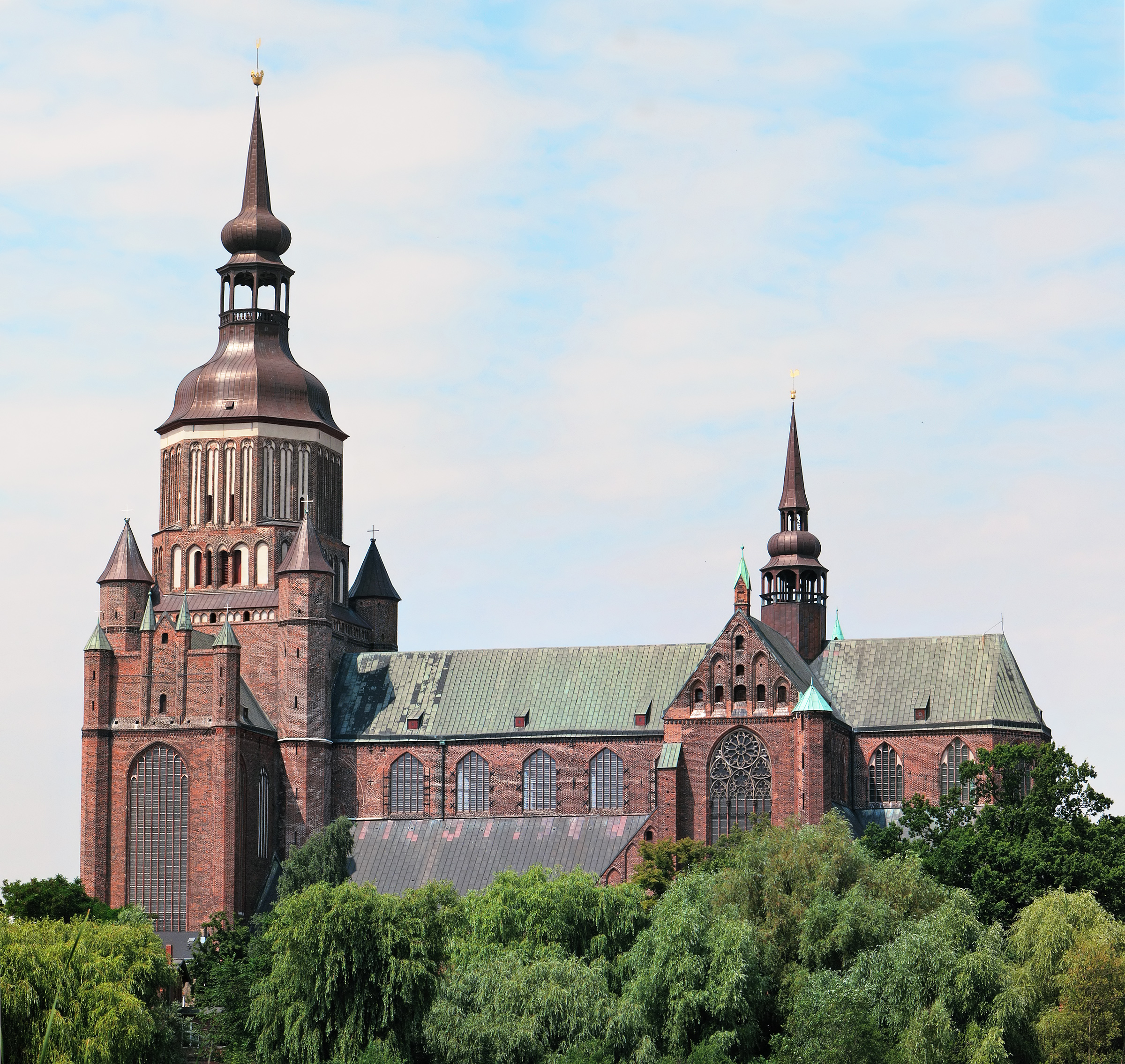
Kościół Mariacki w Stralsundzie
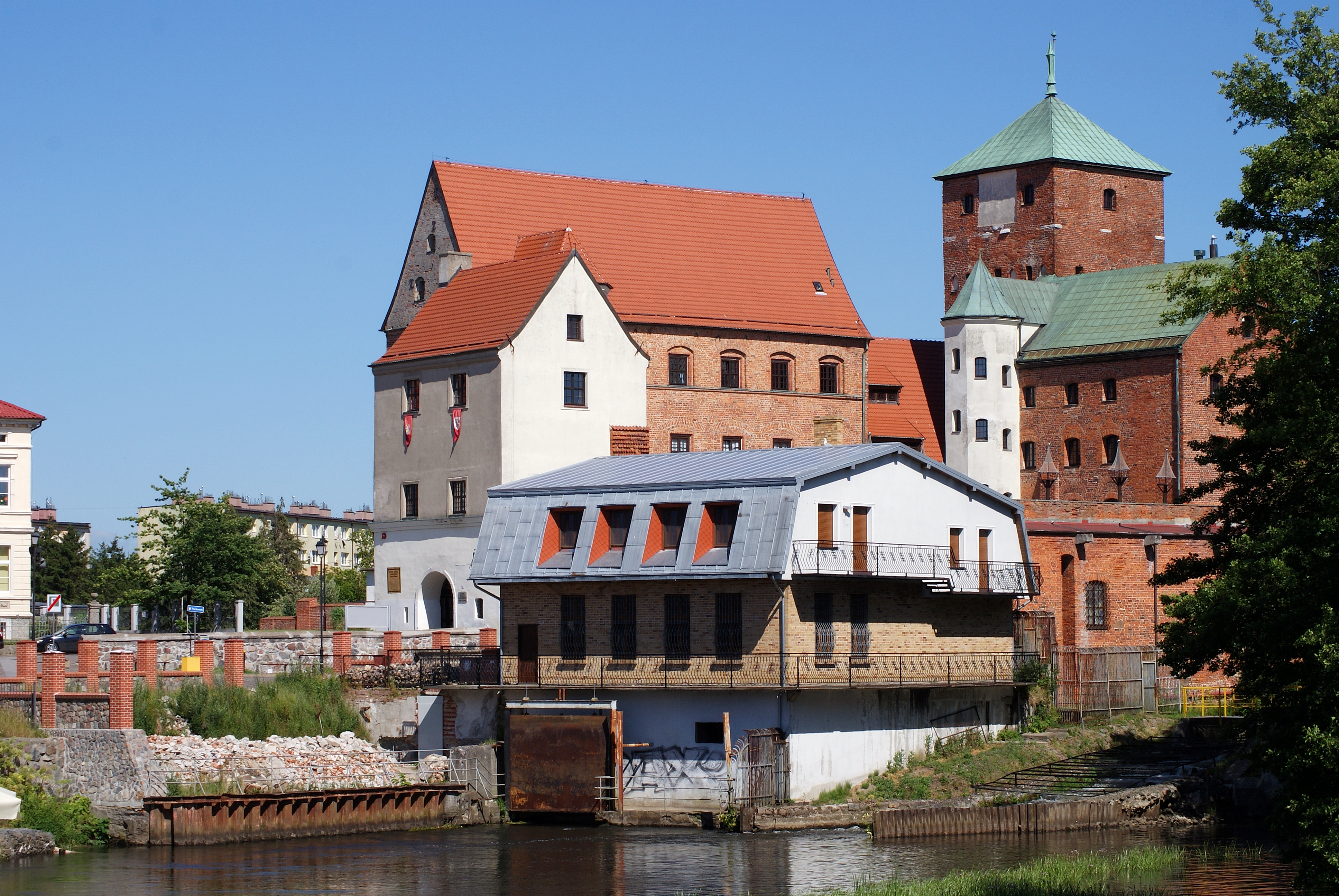
Zamek Książąt Pomorskich w Darłowie
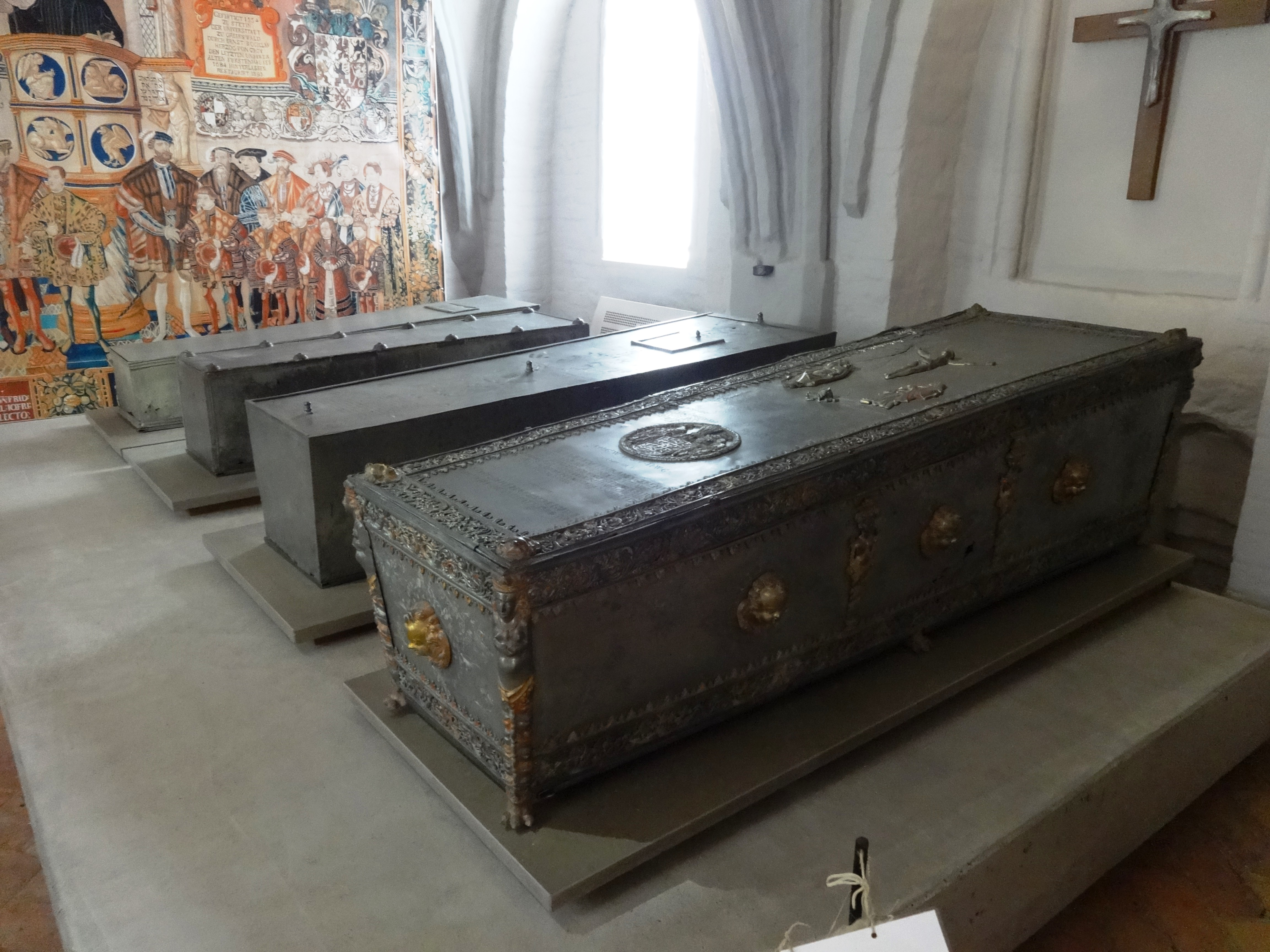
Krypta książąt pomorskich w kościele św. Piotra w Wołogoszczy
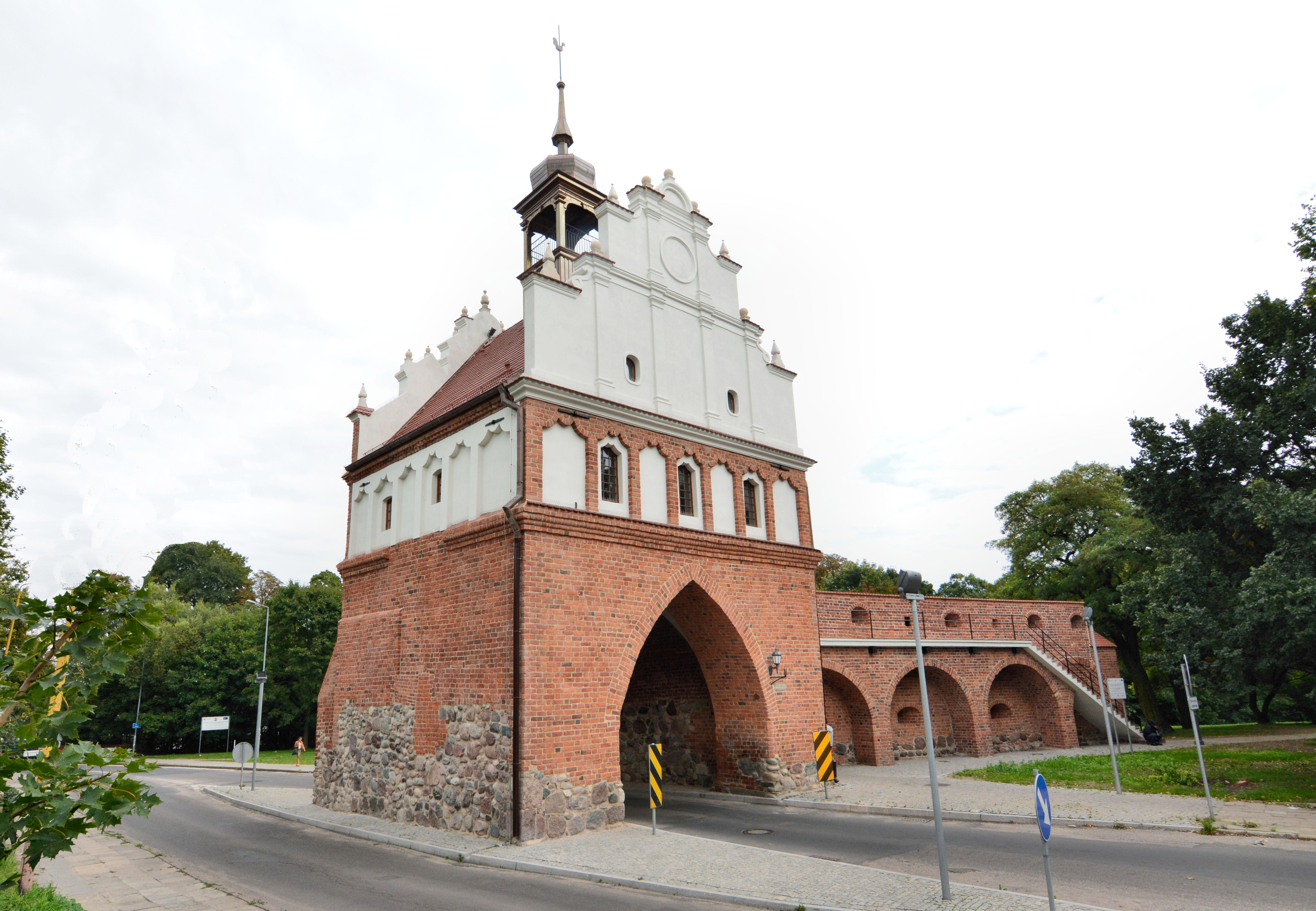
Brama Wałowa w Stargardzie
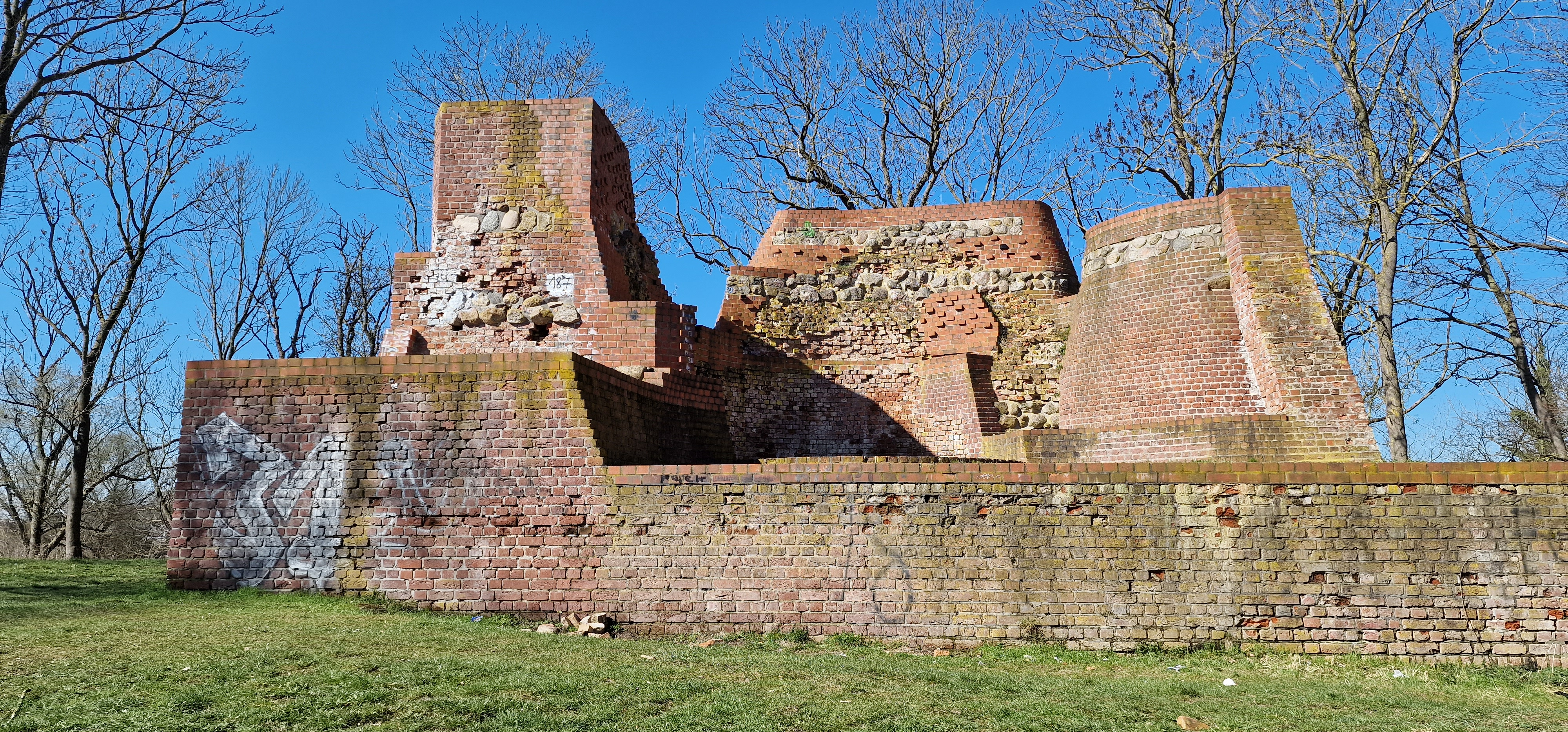
Ruiny Zamku Książąt Pomorskich w Dyminie